# Válka v Abcházii (1998)
Válka v Abcházii (1998) byl konflikt mezi Gruzií a Abcházií, který vypukl v květnu roku 1998 po opakovaných útocích gruzínských partyzánů na abchazské vojenské i nevojenské objekty. Někdy se hovoří o „šestidenní válce“, boje ale ve skutečnosti trvaly déle; oněch sedm dnů trvala jen reakce abchazské armády ve dnech 20. až 26. května. Jinak k útokům ze strany Gruzínců docházelo mnohem dříve.

## Příčiny války
Stejně jako v celé Abcházii i v okresu Gali probíhaly po válce v roce 1993 etnické čistky mířené proti gruzínskému obyvatelstvu. Kvůli tomu většina Gruzínců utekla, ale na rozdíl od zbytku Abcházie se sem v roce 1994 téměř všichni vrátili. V okresu Gali žilo i po válce víc než 90 % Gruzínců, kteří byli nespokojeni s tím, že podléhají vládě Abcházců. Brzo začaly vznikat partyzánské a záškodnické skupiny, které se někdy v roce 1996 spojily a vytvořily tzv. Bílou legii. O něco později vznikla druhá skupina, tzv. Bratrstvo lesa. V Suchumi odhadli jejich počet na 300 a jejich činnost označili za záškodnickou. Údajně měli tito povstalci přesvědčovat gruzínské obyvatelstvo, hlavně ženy s dětmi, aby rychle opustili zemi, že se blíží další válka.

### Jaro 1998
Na jaře 1998 se útoky gruzínských partyzánů začali stupňovat. Začali útočit na abchazskou armádu, která nakonec ztratila kontrolu nad okresem. K největšímu útoku došlo 18. května ve vesnici Repi, bylo při něm zabito 17 místních policistů. Pro abchazskou vládu to byla poslední kapka a okamžitě vyslala do okresu armádu.

## Válka
Abchazská invaze začala 20. května. Účastnilo se jí něco mezi 1500 a 4600 dobře vyzbrojených jednotek. Měli k dispozici tanky T-55 a T-72, BVP i dělostřelectvo s děly ráže 122 mm. Povstalců bylo kolem 300 a byli vyzbrojení jen ručními zbraněmi a granátomety, se kterými se snažili vést proti Abcházcům zákopovou válku. K největším bojům došlo ve vesnicích Kchumuškuri, Kvemo Bardžebi, Saberio a Sida. Boje skončily po šesti dnech 26. května, kdy abchazská armáda obsadila celý okres Gali. Už 25. května byla podepsána mírová dohoda a povstalci se začali vzdávat. Na jejich odzbrojování dohlíželi zástupci OSN.

## Ztráty
Poté začalo sčítání škod a ztrát. Podle abchazských odhadů padlo kolem 160 Gruzínců, zatímco na abchazské straně mělo být pouze 8 mrtvých a 17 zraněných.
Podle gruzínských odhadů na gruzínské straně padlo jen 17 povstalců, 6 bylo pohřešovaných a 24 zraněných, zatímco na abchazské straně mělo být až 300 mrtvých a velké množství raněných.
Během války bylo 1695 domů srovnáno se zemí a ze země uteklo na 30 až 40 tisíc Gruzínců, ale po krátké době se zase vrátili. Ještě během konfliktu se spekulovalo o tom, kdo za tímto povstáním stojí a Abchazové začali podezřívat centrální vládu v Tbilisi. 22. května se sešli zástupci obou národů, aby se dojednal okamžitě mír. Eduard Ševardnadze pak ujistil Abcházii, že on ani jeho vláda s povstalci nemá nic společného.